# (20513) Lazio
(20513) Lazio est un astéroïde de la ceinture principale.

## Description
(20513) Lazio est un astéroïde de la ceinture principale. Il fut découvert le 10 septembre 1999 à Campo Catino par Franco Mallia et Gianluca Masi. Il présente une orbite caractérisée par un demi-grand axe de 2,56 UA, une excentricité de 0,07 et une inclinaison de 2,7° par rapport à l'écliptique.

## Compléments